# 플랜티넷
주식회사 플랜티넷(영어: Plantynet)은 대한민국의 유해 콘텐츠 차단 기업으로, 본사는 경기도 성남시 분당구 삼평동 대왕판교로 670에 있다.

## 연혁
- 2000년 6월 1일: 회사 설립